# العميل السري
العميل السري: حكاية بسيطة (بالإنجليزية: The Secret Agent: A Simple Tale)‏ هي رواية بقلم جوزيف كونراد نشرت في عام 1907. وتقع أحداثها في لندن عام 1886 وتصف حياة السيد فيرلوك ووظيفته كجاسوس. وتتميز الرواية بأنها إحدى الروايات السياسية التي ميزت الفترة اللاحقة من أدب كونراد، والذي بدأ يبتعد عن حكايات البحر التي اشتهر بها. كما تتعامل الرواية مع مفاهيم اللاسلطوية والتجسس والإرهاب.  وهي تصف الجماعات اللاسلطوية أو الثورية قبل حدوث العديد من الانتفاضات الاجتماعية في القرن العشرين. ولكنها تتعامل أيضا مع الاستغلال، وخاصة فيما يتعلق بعلاقة فيرلوك مع صهره ستيفي الذي يعاني من تخلف عقلي.
كان لموضوعها عن الإرهاب أثر في العالم الحديث، فقد لوحظ أنها «إحدى أكثر ثلاثة أعمال أدبية ذكرا في وسائل الإعلام الأمريكية» بعد نحو أسبوعين من أحداث 11 سبتمبر. احتلت رواية العميل السري في المرتبة 46 ضمن أفضل مائة رواية مكتوبة بالإنجليزية في القرن العشرين حسب تصنيف المكتبة الحديثة.

## روابط خارجية
- العميل السري على موقع الموسوعة البريطانية (الإنجليزية)